# Provinciale weg 618
De provinciale weg 618 (N618) is een provinciale weg in de provincie Noord-Brabant. De weg vormt een verbinding tussen de bebouwde kom van Boxtel en de N617 nabij Schijndel.
De weg is uitgevoerd als tweestrooks-gebiedsontsluitingsweg met een maximumsnelheid van 80 km/h. In de gemeente Boxtel draagt de weg de straatnaam Schijndelsedijk. In de gemeente Meierijstad heet de weg Boxtelseweg, Schootsestraat, Hoofdstraat en Wijbosscheweg.
Hoewel de weg de A2 ongelijkvloers kruist, bestaat er vanaf de N618 geen aansluiting op deze autosnelweg. Om vanaf de N618 op de snelweg te geraken dient binnen de bebouwde kom gebruik te worden gemaakt van het onderliggende wegennet, zodat in noordelijke richting de aansluiting Boxtel-Noord of in zuidelijke richting de aansluiting Boxtel bereikt kan worden.
N62 · N69 · N251 · N252 · N253 · N254 · N255 · N256/A256 · N257 · N258 · N260 · N261 · N262 · N263 · N264 · N266 · N267 · N268 · N269 · N270/A270 · N271 · N272 · N273 · N274 · N275 · N276 · N277 · N278 · N279 · N280 · N281 · N282 · N283 · N284 · N285 · N286 · N287 · N288 · N289 · N290 · N291 · N292 · N293 · N294 · N295 · N296 · N296n · N297 · N298 · N300 · N321 · N322 · N324 · N329 · N389 · N394 · N395 · N396 · N397

N556 · N562 · N564 · N570 · N572 · N590 · N595 · N598 · N601 · N602 · N605 · N607 · N612 · N613 · N615 · N616 · N617 · N618 · N620 · N622 · N625 · N629 · N631 · N632 · N637 · N638 · N639 · N640 · N641 · N651 · N652 · N653 · N654 · N655 · N656 · N658 · N659 · N660 · N661 · N662 · N663 · N664 · N665 · N666 · N667 · N668 · N669 · N670 · N671 · N673 · N674 · N675 · N676 · N682 · N683 · N686 · N689 · N690 · N831 · N843

Voormalige provinciale wegen: N299 · N551 · N552 · N553 · N554 · N555 · N560 · N561 · N563 · N565 · N566 · N567 · N568 · N571 · N574 · N580 · N581 · N582 · N583 · N584 · N585 · N586 · N587 · N588 · N589 · N591 · N592 · N593 · N594 · N596 · N597 · N603 · N604 · N606 · N608 · N610 · N611 · N614 · N619 · N621 · N623 · N624 · N626 · N628 · N630 · N634 · N642 · N657